# Emilie Winkelmann
Emilie Winkelmann (* 8. Mai 1875 in Aken; † 4. August 1951 auf Gut Hovedissen) war die erste freiberufliche Architektin Deutschlands.

## Leben

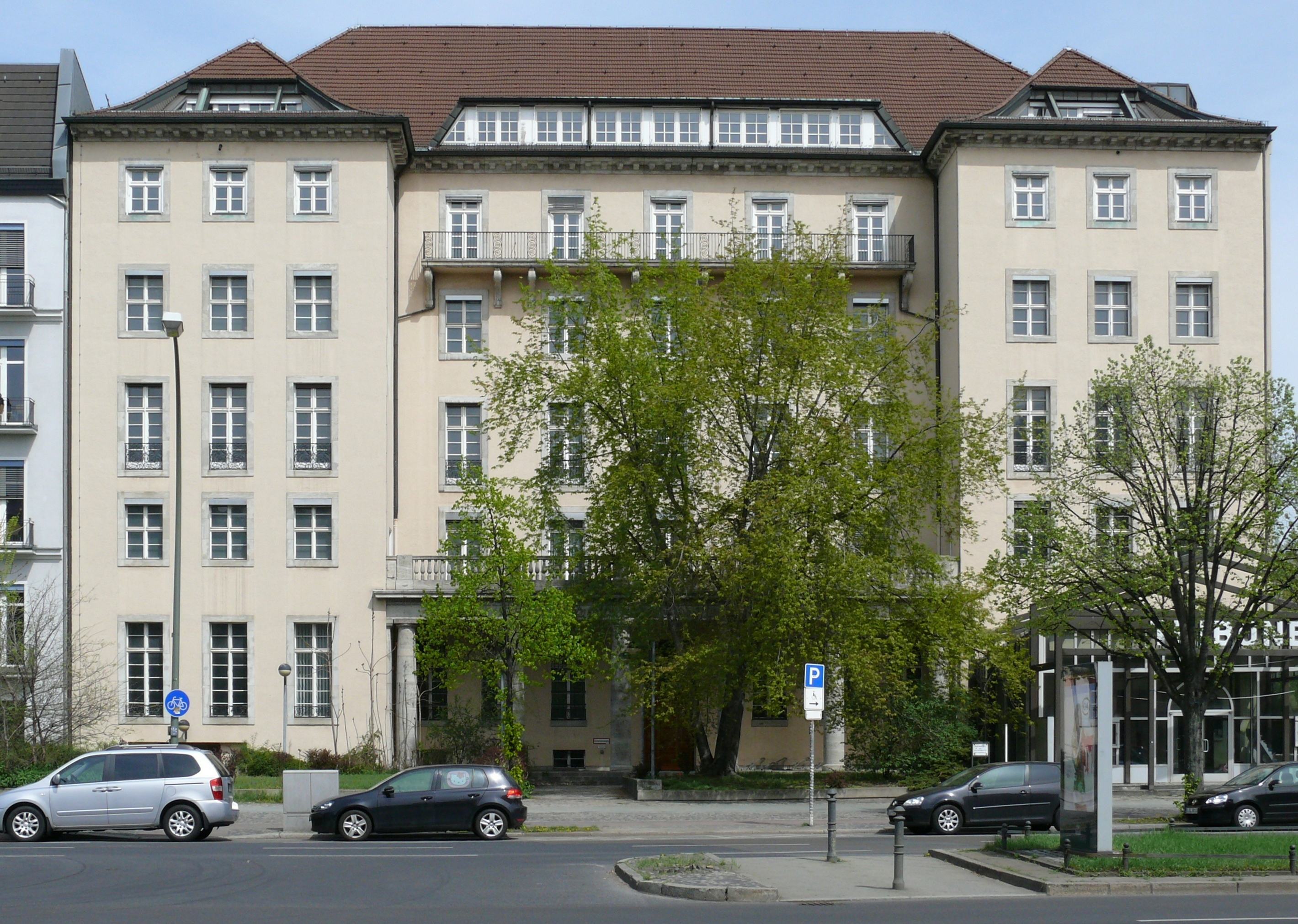
Ottilie-von-Hansemann-Haus (Mai 2013)

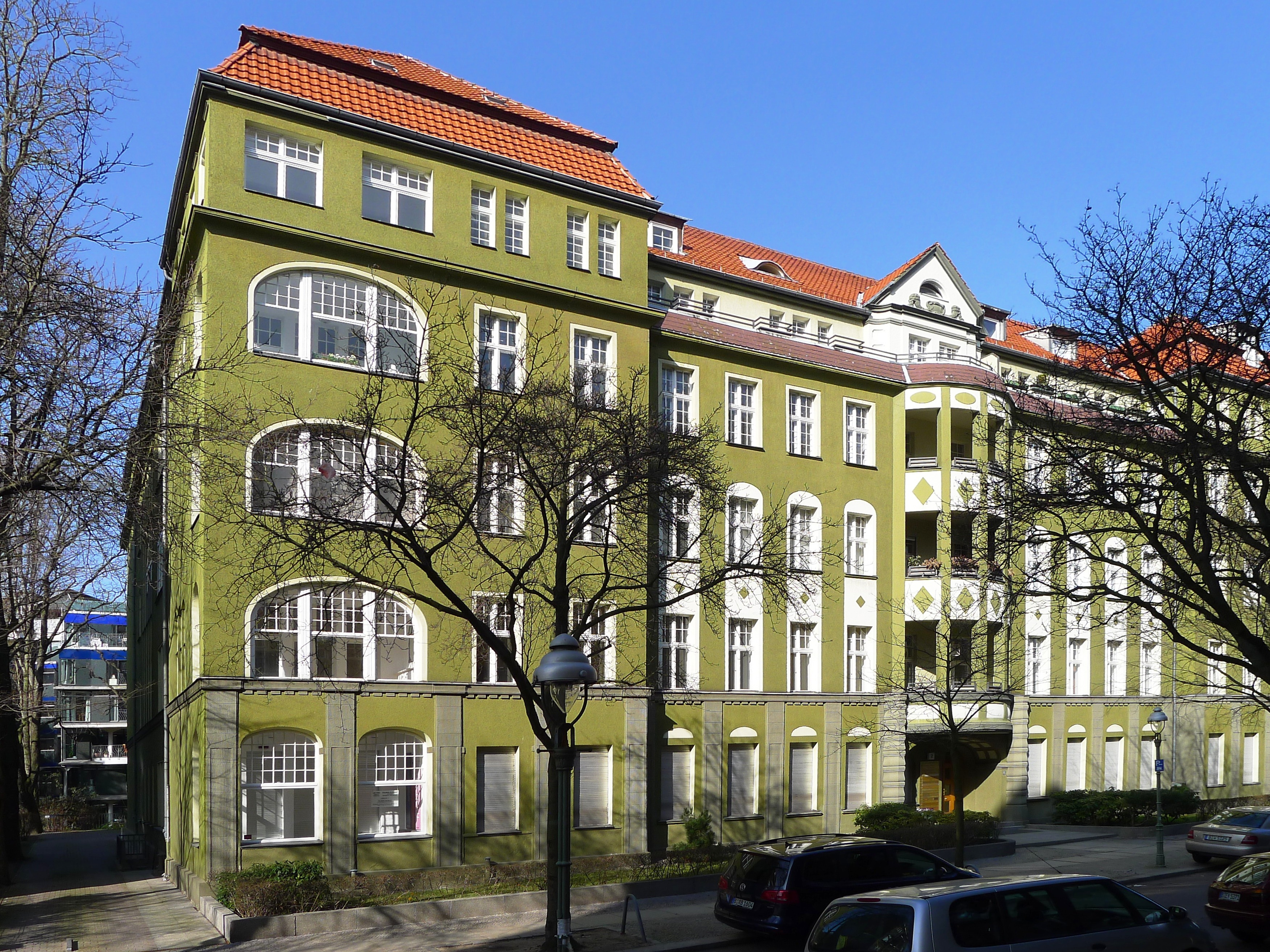
Leistikowhaus (März 2014)

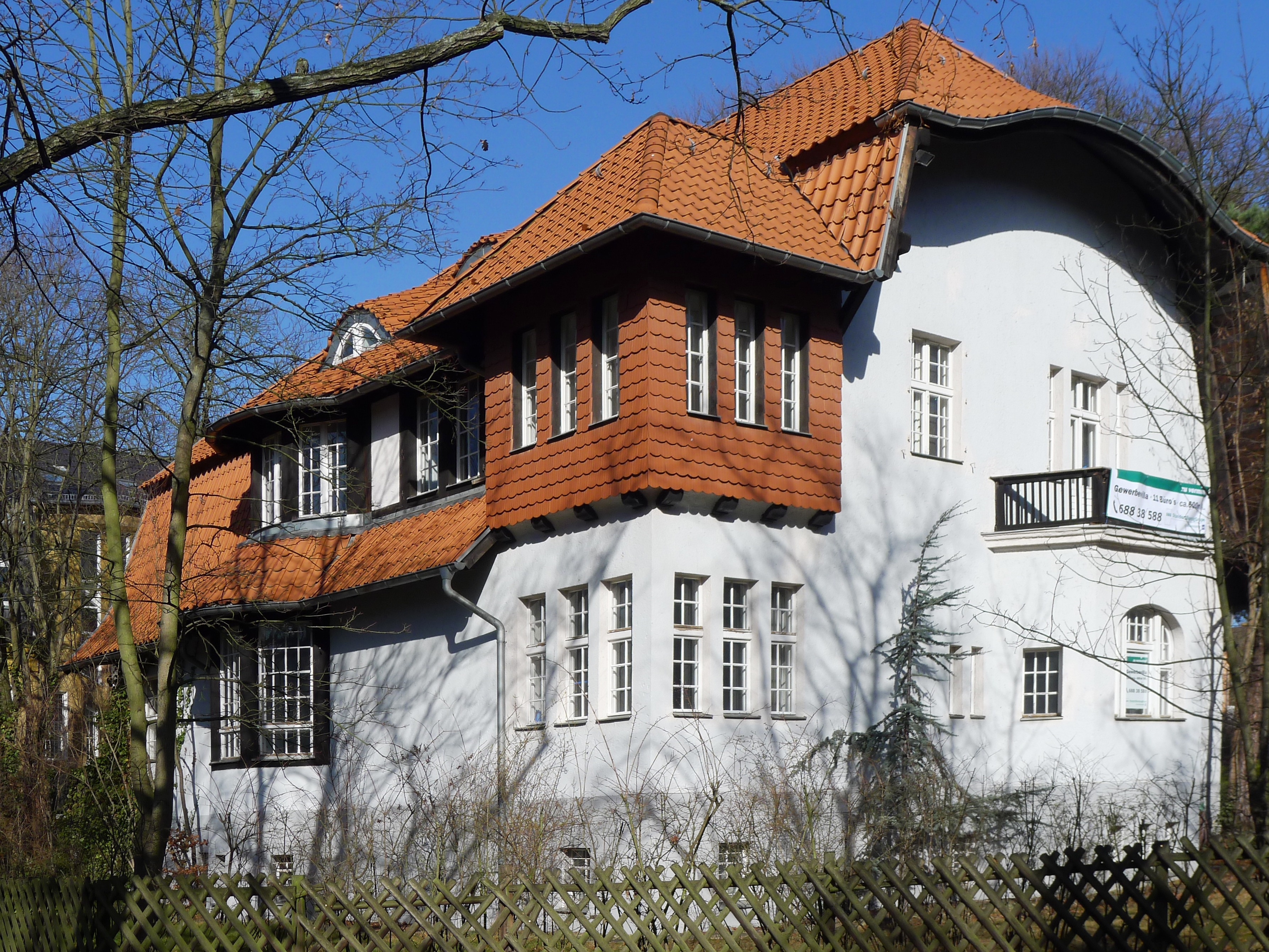
1908 erbautes Landhaus in Berlin-Westend, Lindenallee 21 (März 2014)

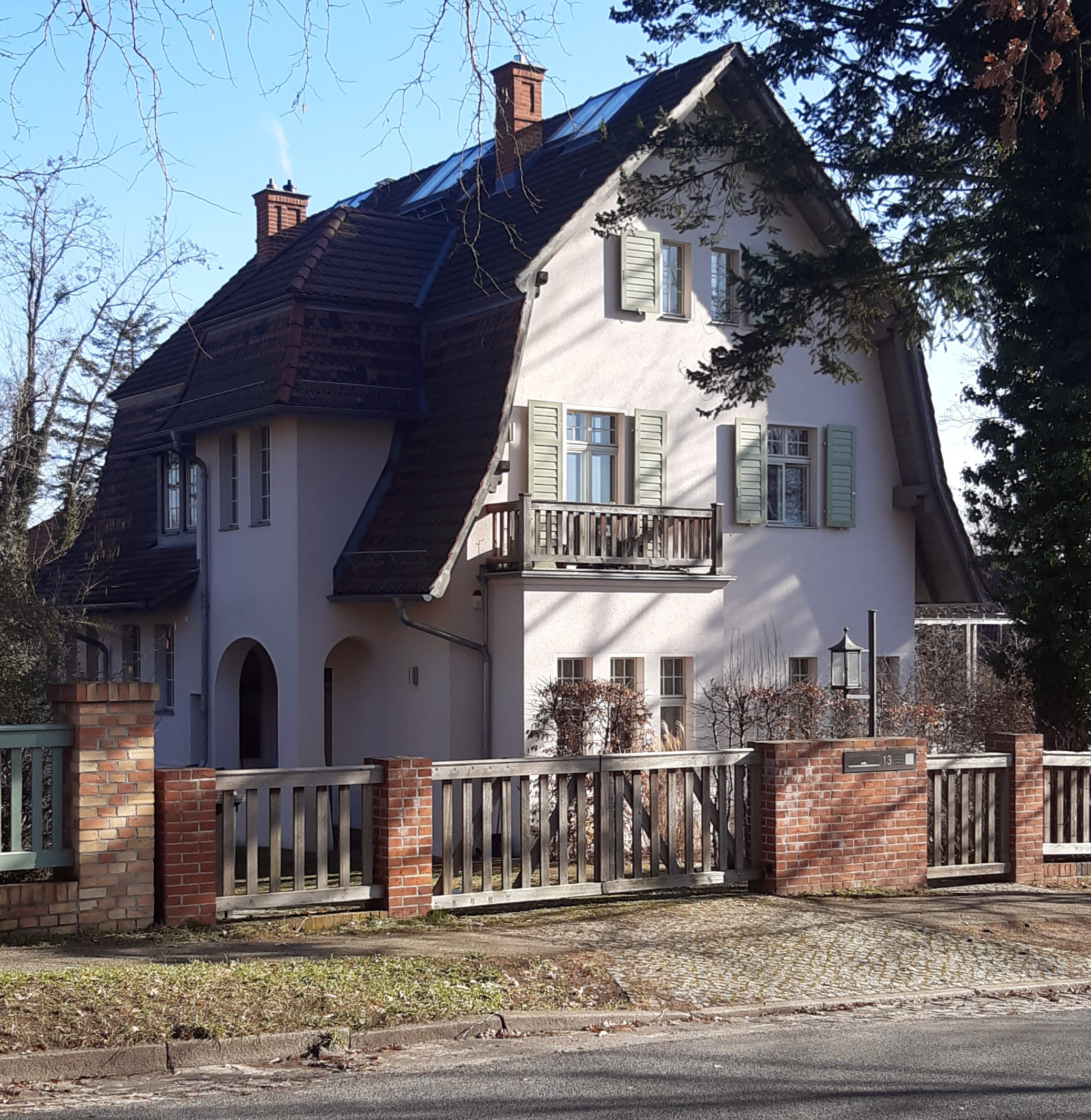
Landhaus „Zankapfel“, Rosa-Luxemburg-Straße 13 in Potsdam-Babelsberg (Februar 2021)

Die Tochter eines Lehrers erlernte im Baugeschäft ihres Großvaters das Handwerk des Zimmerers, wo sie auch Um- und Neubauten projektierte. Später arbeitete sie in Berlin, Dortmund und Bochum in verschiedenen Architekturbüros. 1902 gelang es ihr, obwohl Frauen zu dieser Zeit in Preußen keinen Zugang zu Hochschulen hatten, ausnahmsweise eine Zulassung für die Technische Hochschule Hannover zu bekommen. Dazu hatte sie ihr Gesuch mit E. Winkelmann unterzeichnet. Ihr Studium, in dem sie offiziell nur als „Hospitantin“ bzw. Gasthörerin galt. Ihren Lebensunterhalt finanzierte sie durch Arbeit in einem Zeichenbüro. 1906 konnte sie als Hospitantin nicht die abschließende Diplom-Prüfung ablegen.
Winkelmann ging daraufhin nach Berlin, wo sie zunächst ein Jahr in einer Baukanzlei arbeitete. 1907 eröffnete sie als erste selbstständige Architektin Deutschlands ihr eigenes Büro. Im gleichen Jahr errang sie den 1. Preis in einem Architekturwettbewerb für ein Theatergebäude mit Festsaal an der Berliner Blumenstraße. Nach dem Bau des Theaters, der 1908 begonnen wurde, folgten Aufträge vermögender Bauherren für Villen und Landhäuser in Berlin, Babelsberg und Schleswig. Nach ihren Plänen wurde von 1909 bis 1910 in Berlin-Westend (damals noch ein Stadtteil der selbständigen Stadt Charlottenburg) ein großes städtisches Mietshaus, das Leistikowhaus, errichtet.
Von 1910 bis 1912 führte sie zahlreiche Projekte auf ländlichen Herrensitzen in der Provinz Pommern aus, unter anderem in Wundichow im Kreis Stolp und in Karwitz im Kreis Dramburg. In Wieck bei Gützkow wurde sie von der Familie von Lepel mit dem Umbau ihres Herrenhauses beauftragt, wofür ihr nach Fertigstellung 1912 in der Zeitschrift Bauwelt Anerkennung gezollt wurde. In Klein Kiesow errichtete sie ein zwölfachsiges Gutshaus. Beim Wasserschloss Mellenthin baute sie 1912 die vorhandenen Pferde- und Rinderställe zu Wohn- und Wirtschaftsgebäuden im zeitgenössischen Stil um. Um 1906 entstand in Alt Necheln bei Brüel das Gutshaus für die Familie Booth.
1913 entwarf Emilie Winkelmann im Auftrag der Genossenschaft für Frauenheimstätten in Neu-Babelsberg-Nowawes das „Haus in der Sonne“ (heute Hermann-Maaß-Straße 18/20 in Babelsberg). Das Gebäude war gedacht für alleinstehende berufstätige Frauen, die in Rente gingen, aber weiterhin unabhängig leben wollten. 1914 entstanden für sie 14 moderne Wohnungen mit 1 bis 3 Zimmern, einer schmalen Küche, Toilette, beheizbarer Loggia, teilweise eigenem Bad und Zentralheizung. Durch den Ersten Weltkrieg wurde die weitere Bebauung des Areals unterbrochen und erst 1928 durch den Architekten Friedrich Lüngen weitergeführt.
Zu Emilie Winkelmanns bedeutendsten Bauten zählt das 1914–1915, also schon im Ersten Weltkrieg, errichtete „Viktoria-Studienhaus“.  An der heutigen Otto-Suhr-Allee in Berlin-Charlottenburg gelegen, zitiert sein Äußeres die Architektur des ausgehenden 18. Jahrhunderts. Heute trägt es den Namen Ottilie-von-Hansemann-Haus und steht unter Denkmalschutz. Entstanden unter dem Protektorat der Kaiserin Auguste Viktoria, basierte das Konzept auf den Reformideen der Frauenbewegung. Die Verbindung zwischen gemeinsamen Lernen und Wohnen war damals, bei einem Projekt der Mädchen- und Frauenbildung, europaweit einzigartig.
Bedingt durch eine seit 1916 schwere chronische Erkrankung ihres Gehörs litt sie später an Schwerhörigkeit und Desorientierung. Nach dem Ersten Weltkrieg gelang es ihr nicht, ihren früheren beruflichen Erfolg fortzusetzen. Das Neue Bauen in der Weimarer Republik stand nicht mit ihren Erfahrungen in Einklang. Vor allem mit Projekten im Kleinwohnungsbau versuchte sie, Anschluss an die Entwicklung zu gewinnen. 1928 wurde sie in den Bund Deutscher Architekten aufgenommen, unter dessen Mitgliedern damals nur wenige Frauen waren. Da sie sich weder in den 1920er noch in den 1930er Jahren parteipolitisch betätigte, blieben öffentliche Aufträge aus. Wesentlichen Anteil an ihrer Arbeit nahm weiterhin die Modernisierung von Guts- und Herrenhäusern ein, aber auch der Neubau z. B. des in den 1920er Jahren errichteten Schloss Nieden der Familie von Winterfeld bei Pasewalk. Von 1939 bis zu dessen Zerstörung 1945 arbeitete sie am Umbau von Schloss Grüntal bei Bernau bei Berlin.
Zum Kriegsende konnte sie bei einer ihrer Bauherrenfamilien auf Gut Hovedissen bei Bielefeld unterkommen. Dort widmete sie sich bis zu ihrem Tod dem Wiederaufbau des Guts und der Unterbringung von Flüchtlingen und Vertriebenen. Emilie Winkelmann wurde im Familiengrab in Aken beigesetzt.
Die von ihr projektierten Villen und Landhäuser gelten auch heute noch als bemerkenswert modern und denen von berühmten Architekten wie Alfred Messel und Hermann Muthesius als ebenbürtig. Viele von ihr entworfene Gebäude, die meist den individuellen Bedürfnissen der Bewohner angepasst waren, stehen heute unter Denkmalschutz.
In Babelsberg erinnert an sie seit 2012 eine Tafel des Projekts FrauenOrte im Land Brandenburg vor dem von ihr entworfenen „Haus in der Sonne“, Hermann-Maaß-Straße 18/20, das heute dem Bauverein Babelsberg eG gehört.